# Moussala (Mali)
Pour les articles homonymes, voir Moussala.
Moussala est un villages malien, située dans le département de la Tringan, chef-lieu dans le cercle de Kayes dans la région de Kayes, au sud-ouest du Mali.